# 岩手県教育委員会
岩手県教育委員会（いわてけんきょういくいいんかい）は、岩手県の教育委員会である。

## 概要
岩手県内の教育に関する事務を所掌する行政委員会であり、教育長と5人の委員で構成される。2019年3月現在の教育長は、高橋嘉行。近年は、学力向上、高校改革などの教育改革に取り組んでいる。
広義では、執行機関である教育委員会事務局を含めて、教育委員会と呼ぶこともある。

## 組織
- 教育企画室
- 学校教育室
- 生涯学習文化課
- スポーツ健康課
- 教職員課

## アクセス
- JR、IGRいわて銀河鉄道盛岡駅東口6番のりばよりバス利用。
  - 盛岡バスセンター行で約10分、｢県庁・市役所前｣下車。徒歩1分。

## 市町村教育委員会
- 盛岡市教育委員会